# 蓝翅八色鸫
蓝翅八色鸫（学名：Pitta brachyura），是八色鸫科八色鸫属的一种，是全面迁徙的候鸟，分布于印度、斯里兰卡、孟加拉国、中国大陆、尼泊尔和巴基斯坦。全球活动范围约为862,000平方千米。该物种的保护状况被评为无危。
蓝翅八色鸫的平均体重约为53.9克。栖息地包括城市、亚热带或热带的（低地）湿润疏灌丛、亚热带或热带的（低地）干燥疏灌丛、亚热带或热带的湿润低地林、种植园、河流、溪流、乡村花园和亚热带或热带的湿润山地林，多栖息于落叶林、常绿林以及雨林。该物种的模式产地在朝鲜。